# Bitwa pod Kuantanem
Bitwa pod Kuantanem – bitwa powietrzno-morska, pierwsze większe starcie między Japonią a Wielką Brytanią podczas II wojny światowej na Pacyfiku. Doszło do niej 10 grudnia 1941 roku w pobliżu miejscowości Kuantan, w zachodniej części Morza Południowochińskiego. W trakcie bitwy samoloty bombowo-torpedowe lotnictwa marynarki wojennej Imperium Japońskiego zatopiły pancernik HMS „Prince of Wales” oraz krążownik liniowy HMS „Repulse”, wraz z 840 marynarzami, w tym dowódcą zespołu admirałem Thomasem Phillipsem.
Był to pierwszy w historii wojen morskich przypadek zatopienia przez lotnictwo dużych okrętów wojennych pozostających w ruchu i mających pełną swobodę manewru, a także dysponujących relatywnie nowoczesną i silną artylerią przeciwlotniczą. Dzięki swemu zwycięstwu Japończycy uzyskali swobodę manewru podczas kampanii na Malajach i mogli, praktycznie nie niepokojeni, operować u wybrzeży półwyspu. Skutkiem bitwy pod Kuantanem był także spadek znaczenia Royal Navy na dalekowschodnim teatrze działań, gdzie pierwszorzędne znaczenie wśród flot alianckich uzyskała i utrzymała już do końca wojny US Navy.

## Zespół Z
W związku z zaostrzającą się sytuacją polityczną w Azji, w październiku 1941 roku premier Winston Churchill zdecydował o wzmocnieniu brytyjskiej obecności wojskowej na Malajach. Zgodnie z jego decyzją, a wbrew opiniom lordów Admiralicji, do Singapuru, który był główną twierdzą w brytyjskich posiadłościach w Azji Południowo-Wschodniej, został wysłany silny zespół floty. W jego skład miały wchodzić pancernik „Prince of Wales”, zmodernizowany krążownik liniowy „Repulse” oraz nowy lotniskowiec „Indomitable”, a także kilka niszczycieli. Na skutek błędu nawigacyjnego 3 listopada „Indomitable” wszedł jednak na rafę koralową w rejonie Kingston na Jamajce i uszkodził dno – mimo że uszkodzenia nie były poważne został odesłany na remont do Stanów Zjednoczonych. Dowództwo nad pozostałymi dwoma okrętami i równocześnie nad całością brytyjskiej Floty Wschodniej (Eastern Fleet) objął admirał Thomas Philips. Jako że żaden z przydzielonych ciężkim okrętom niszczycieli eskorty nie dysponował artylerią przeciwlotniczą o wysokim kącie podniesienia, jedynym efektywnym środkiem ochrony przeciwlotniczej zespołu było 16 dział 133 mm pancernika „Prince of Wales”.
Mimo ostrzeżeń ze strony generała Claire Chennaulta, który dowodził chińskim lotnictwem w jego zmaganiach z Japonią, demokracje zachodnie całkowicie zignorowały potencjał bojowy najnowszych samolotów japońskiej armii i marynarki, jak myśliwce A6M Zero. Zgodnie z opiniami ówczesnych ekspertów lotniczych, japońskie siły składały się jedynie z kopii przestarzałych zachodnich konstrukcji o niedostatecznej mocy. Co więcej, siły bombowe Japonii miały być upośledzone przez „naturalną krótkowzroczność” japońskich bombardierów, przedstawianych zwykle w okularach z bardzo grubymi szkłami. Dodatkowo, stopniu niedocenienia przez Churchila potencjału wojennego Japończyków, dorównywała nadmierna pewność siebie admirała Phillipsa i jego przekonanie o zdolności jego zespołu do odparcia ataków morskich i lotniczych. W tym samym czasie gdy premier Churchill wysłał Zespół Z na Daleki Wschód, osłabił też brytyjskie lotnictwo w tym rejonie, wysyłając do Związku Radzieckiego 200 nowych, uzbrojonych w działka myśliwców Hurricane, pozostawiając Singapur i Zespół Z pod ochroną kilku dywizjonów przestarzałych myśliwców B-339 Buffalo.
W celu spełnienia przez Zespół Z jego roli odstraszającej, przydzielenie dowództwa admirałowi Phillipsowi i wysłanie Zespołu Z zostały nagłośnione w prasie, toteż Japonia otrzymała dużo czasu na adekwatne przygotowania na przybycie brytyjskiego zespołu. Tym samym przygotowana została scena morskiego dramatu, który stanowił finał ery pancerników, i zapoczątkował ciąg zdarzeń prowadzący do upadku brytyjskiego imperium na Dalekim Wschodzie.

## Japońskie przygotowania

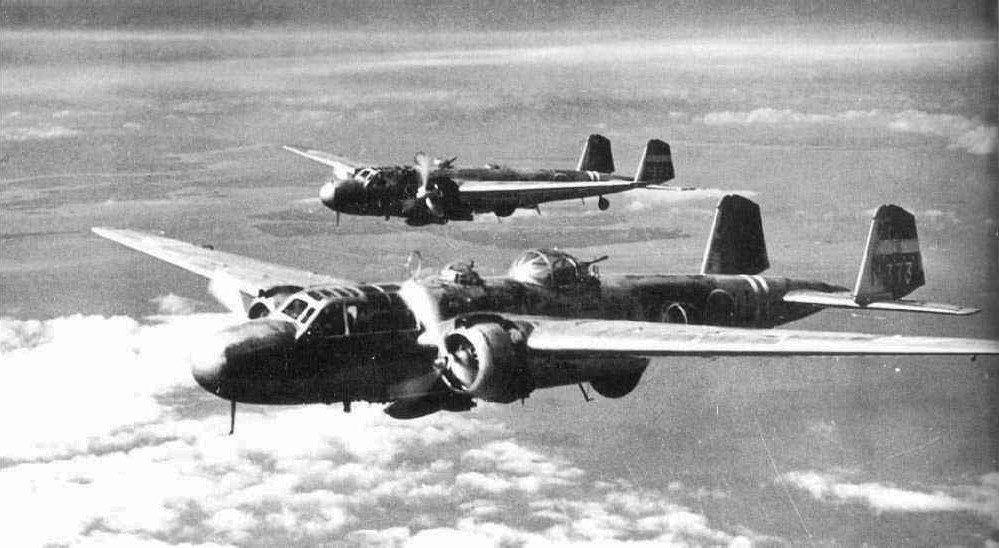
Samoloty Mitsubishi G3M „Nell”

Japończycy planowali zaatakować Malaje równocześnie z uderzeniem na Pearl Harbor i desantem na Filipiny. W tym celu zamierzali skrycie podejść z siłami inwazyjnymi do brzegów Półwyspu Malajskiego i wykorzystać jako bazę terytorium neutralnego, ale uzależnionego Syjamu. Dowództwo nad osłoną sił desantowych powierzono wiceadmirałowi Jisaburō Ozawie, którego sztab znajdował się na ciężkim krążowniku „Chōkai”. W skład zespołu bliskiej ochrony, którym dowodził kontradmirał Takeo Kurita, weszły cztery ciężkie krążowniki „Mogami”, „Mikuma”, „Kumano” i „Suzuya” oraz trzy niszczyciele. Daleką osłonę tworzyły dwa szybkie pancerniki „Kongō” i „Haruna”, dwa ciężkie krążowniki „Atago” i „Takao” oraz 10 niszczycieli. Dowodził nimi wiceadmirał Nobutake Kondō. Dodatkowo, na południe od przylądka Camau znajdowały się lekkie krążowniki „Kinu” i „Yura” będące okrętami flagowymi flotylli okrętów podwodnych. W kierunku Malajów zostało skierowanych dziesięć okrętów podwodnych, których zadaniem było przechwycenie brytyjskich okrętów, usiłujących zagrozić desantowi.
W skład sił uderzeniowych wchodziły również samoloty lotnictwa marynarki, zgrupowane w 22. Flotylli Powietrznej, dysponującej początkowo dwoma korpusami (Kokutai): „Genzan” i „Mihoro”, stacjonującymi na lotniskach w okolicy Sajgonu. Dowódcą flotylli był kontradmirał (Shōshō) Sadaichi Matsunaga. Po uzyskaniu od rozpoznania powietrznego i swoich szpiegów w Singapurze wiadomości o zawinięciu tam dwóch brytyjskich pancerników skład 22. Flotylli został uzupełniony częścią „Kanoya” Kokutai wydzieloną z 21. Flotylli Powietrznej bazującej na Formozie oraz samolotami myśliwskimi, pochodzącymi z grupy mającej uczestniczyć w ataku na Filipiny. Łącznie trzy korpusy miały w wyposażeniu 72 samoloty bombowo-torpedowe Mitsubishi G3M2 i 27 Mitsubishi G4M1. W skład flotylli wchodziło także 27 myśliwców Mitsubishi A6M2, 12 Mitsubishi A5M4 i 6 rozpoznawczych C5M2. Głównym zadaniem samolotów marynarki miało być atakowanie bazy w Singapurze i bazującej tam floty brytyjskiej.
W nocy z 6 na 7 grudnia dwa japońskie stawiacze min zaminowały pas wód pomiędzy wyspą Pulau Tioman a archipelagiem Anamba – najkrótszą drogę prowadzącą do Zatoki Syjamskiej. 7 grudnia wieczorem czasu lokalnego, brytyjska łódź latająca Consolidated Catalina z Singapuru wykryła u wybrzeży Kambodży kolejny japoński konwój z wojskiem i została zestrzelona (około cztery godziny przed oficjalnym rozpoczęciem działań wojennych) przez wysłane w tym celu samoloty myśliwskie.
Japoński desant na wybranych plażach rozpoczął się tuż po północy 8 grudnia czasu singapurskiego, wciąż około półtorej godziny przed atakiem na Pearl Harbor. Pod Kota Bharu Japończycy odrzucili broniące się oddziały hinduskiej 8. Brygady i w ciągu doby opanowali pobliskie lotnisko. Także 8 grudnia, około 4:40 rano, rozpoczął się pierwszy nalot na Singapur. Japońskie samoloty zrzuciły bomby na kotwicowisko marynarki i pobliskie lotniska, nie wyrządzając jednak poważniejszych szkód.

## Początek operacji
„Prince of Wales” (komandor John C. Leach) podążał na Daleki Wschód trasą dookoła Przylądka Dobrej Nadziei, przez Freetown i Kapsztad. Jego spotkanie z przybyłym wcześniej w ten rejon „Repulse” (dowódca komandor William Tennant) nastąpiło 28 listopada 1941 roku w Kolombo na Cejlonie. Stamtąd, w eskorcie niszczycieli „Express”, „Electra”, „Encounter” i „Jupiter” wypłynęły do Singapuru. W rejsie zespołem dowodził komandor Tennant, ponieważ admirał Philips odleciał wcześniej łodzią latającą, wyprzedzając podległe sobie okręty, które dotarły do celu 2 grudnia. Tam formacja otrzymała nazwę Zespołu Z (Force Z), a jej okrętem flagowym został „Prince of Wales”.
4 grudnia admirał Philips poleciał do Manili na Filipinach, gdzie spotkał się z amerykańskim admirałem Thomasem C. Hartem, dowódcą Floty Azjatyckiej oraz generałem MacArthurem. W trakcie rozmów usiłował skłonić admirała Harta do przekazania pod swoje dowództwo dwóch dywizjonów amerykańskich niszczycieli. W tym czasie, 5 grudnia, zgodnie z sugestiami przesłanymi z Admiralicji, „Repulse” wraz z eskortą niszczycieli „Vampire” i „Tenedos” zostały wysłane do australijskiego Darwin. 6 grudnia wieczorem australijski samolot rozpoznawczy wykrył japoński konwój w silnej eskorcie, płynący w kierunku Syjamu. Na wieść o tym admirał Philips przerwał wizytę w Manili i powrócił nocnym lotem do Singapuru. Jednocześnie rozkazał swojemu zastępcy i szefowi sztabu, kontradmirałowi Arthurowi Palliserowi, zawrócić z rejsu „Repulse” i przygotować cały zespół do wyjścia w morze.

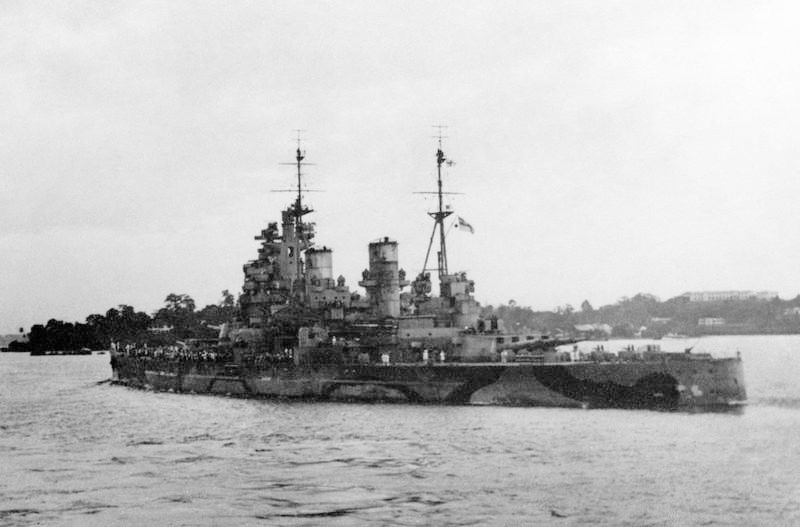
„Prince of Wales” opuszcza Singapur 8 grudnia 1941

Jeszcze 8 grudnia admirał Philips podjął decyzję o wyjściu w morze przeciwko japońskim zespołom inwazyjnym. Według jego planu obydwa ciężkie okręty w osłonie czterech nadających się aktualnie do akcji niszczycieli („Electra”, „Express”, „Vampire” i „Tenedos”) miały popłynąć na północ i 10 grudnia nad ranem zaskoczyć przeciwnika w Zatoce Syjamskiej, w rejonie desantów pod Kota Bharu, Singorą i Patani. Ochronę z powietrza miały zapewnić myśliwce RAF. Zespół opuścił Singapur wkrótce po godzinie 17:00 8 grudnia i skierował się na północny wschód, omijając w ten sposób japońskie pola minowe. Następnie podążył w kierunku Zatoki Syjamskiej. Na czas operacji zarządzono całkowitą ciszę radiową. Nocą okręty zespołu odebrały sygnał od pozostałego w Singapurze kontradmirała Pallisera, który informował, że osłona myśliwska w rejonie planowanej 10 grudnia akcji nie będzie możliwa.
Japończycy otrzymali od szpiegów w Singapurze informację o opuszczeniu bazy przez brytyjski zespół, ale 9 grudnia ich samolot rozpoznawczy, przelatując nad portem, zameldował o obecności tam ciężkich okrętów. W rzeczywistości były to dwa duże statki handlowe, zakotwiczone w tych samych miejscach, w których znajdowały się wcześniej „Prince of Wales” i „Repulse”, lecz wiadomość ta wywołała chwilową konsternację w kwaterze japońskiego dowództwa. W dodatku prowadzenie skutecznego rozpoznania lotniczego uniemożliwiała zła pogoda. Dopiero meldunek dowódcy okrętu podwodnego I-65, komandora Hakuo Harady, który przypadkowo spostrzegł brytyjski zespół 9 grudnia około 13:40, w odległości 300 mil morskich na północ od Singapuru, częściowo wyjaśnił sytuację. Wiceadmirał Ozawa zarządził poszukiwanie przeciwnika przez wodnosamoloty rozpoznawcze z krążowników, zaś okrętom desantowym nakazał wycofać się na północ Zatoki Syjamskiej oraz przyspieszyć rejs zespołu dalekiej osłony wiceadmirała Kondō, który jednak był dość daleko na północny wschód. Jednocześnie rozpoczęto przezbrajanie samolotów 22. Flotylli, przygotowanych do kolejnego bombardowania Singapuru, w torpedy. Japońskie wodnosamoloty odnalazły brytyjski zespół przed godziną 18:00, jednak w wieczornym zmroku nie utrzymały kontaktu wzrokowego z okrętami.
53 bombowce wystartowały z lotnisk w Indochinach przed zmrokiem, kierując się w rejon ostatniej znanej pozycji Zespołu Z. Ich prowadzone w ciemnościach poszukiwania przeciwnika zakończyły się fiaskiem, przy tym niemal zaatakowali omyłkowo własną jednostkę: krążownik „Chōkai” z wiceadmirałem Ozawą na pokładzie. Powracający piloci, mając na uwadze ograniczony zapas torped lotniczych, w większości zdecydowali się na podjęcie ryzyka lądowania z podwieszonym ładunkiem. Szczęśliwie dla nich nocne lądowania na macierzystych lotniskach przebiegły bez wypadków. Także japońskie okręty nie odnalazły Brytyjczyków, chociaż w pewnym momencie wrogie zespoły znajdowały się w odległości 5 do 20 mil morskich – na tyle blisko, że z pokładu niszczyciela „Electra” zauważono blask flar zrzuconych z japońskich samolotów po napotkaniu „Chōkai”, co zmusiło admirała Philipsa do korekty kursu dla uniknięcia wykrycia jego okrętów przez przeciwnika.

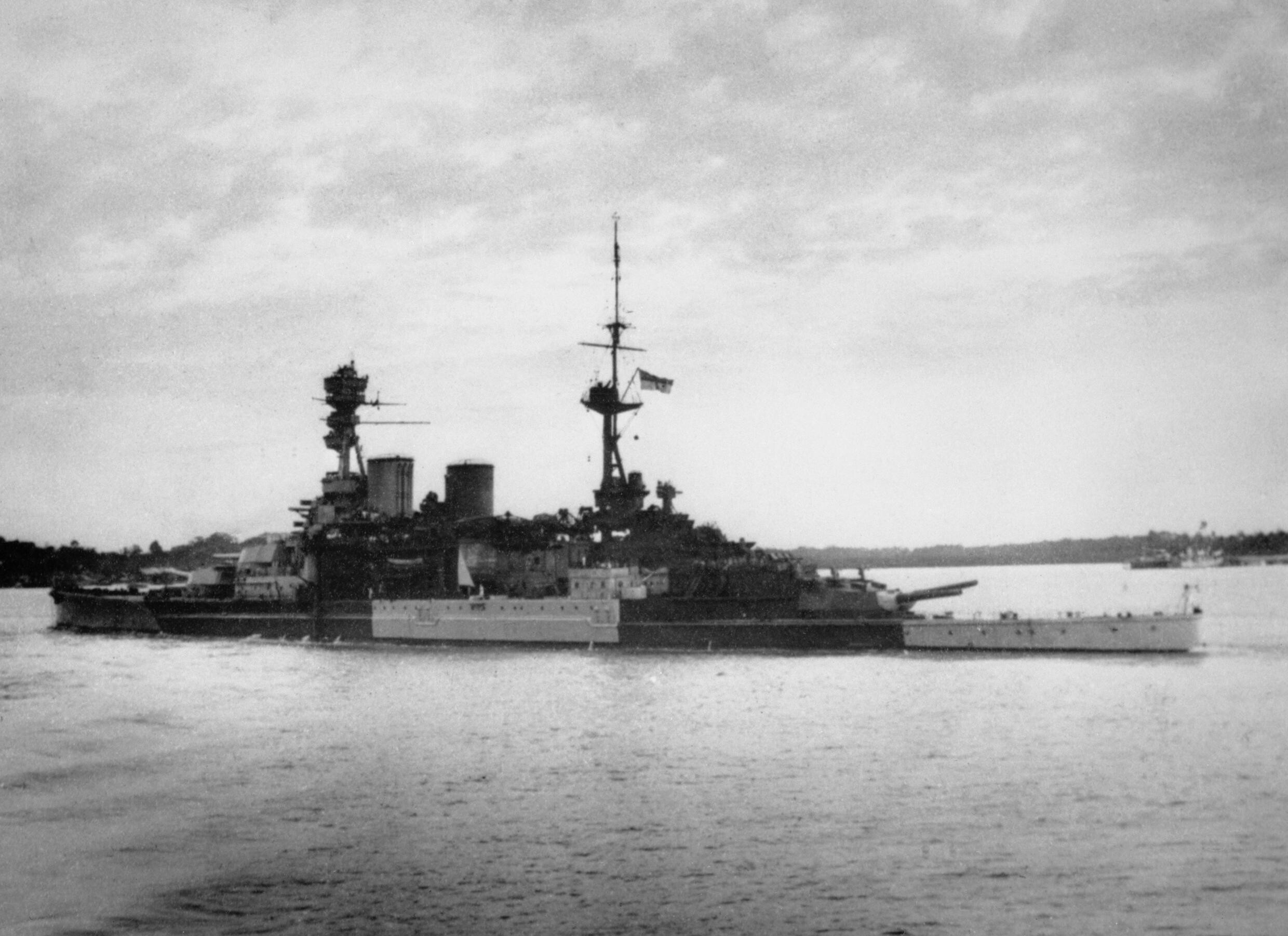
„Repulse” opuszcza Singapur 8 grudnia 1941

Admirał Philips, mając świadomość, że stracił atut zaskoczenia i dalsze pozostawanie na dotychczasowym kursie naraża jego okręty na niebezpieczeństwo ataków lotniczych, postanowił zawrócić do Singapuru. Najpierw jednak (po 18:30) odesłał w drogę powrotną stary niszczyciel „Tenedos”, z zadaniem prowadzenia ożywionej korespondencji radiowej z bazą, pozorującej obecność całego zespołu. Miał przy tym przekazać prośbę o wzmocnienie eskorty w drodze powrotnej. Pozostałe okręty skręciły najpierw na zachód, ze zwiększoną do 26 węzłów prędkością, by około 20:30 położyć się na kurs prowadzący do Singapuru. Po północy 10 grudnia admirał Philips otrzymał wiadomość radiową, że w rejonie miejscowości Kuantan, w połowie odległości pomiędzy Kota Bharu a Singapurem, rozpoczął się kolejny japoński desant. Podjął wówczas decyzję o kolejnej zmianie kursu, by zaskoczyć i zniszczyć flotę inwazyjną. Wciąż zachowując bezwzględną ciszę radiową, nie poinformował o swojej decyzji nikogo w bazie. 50 minut po północy okręty ruszyły pełną prędkością na południowy zachód, w kierunku Kuantanu. Nieco wcześniej Zespół Z został wykryty przez kolejny japoński okręt podwodny I-58, którego dowódca, komandor Sohichi Kitamura, przeprowadził nieudany atak torpedowy i zameldował o sytuacji swojemu dowództwu. Na skutek kłopotów z łącznością część jego raportów dotarła z opóźnieniem lub nie została odczytana, tworząc w efekcie błędny obraz sytuacji. Tym niemniej Japończycy odkryli wówczas, że przeciwnik zawrócił w kierunku Singapuru i poznali jego aktualną pozycję. Nad ranem samoloty 22. Flotylli, ponownie zatankowane i uzbrojone, zaczęły startować w kierunku ostatniej znanej pozycji Brytyjczyków. Najpierw, około 5:00 rano, wysłano w powietrze dziewięć maszyn rozpoznawczych z „Genzan” Kokutai i dodatkowo dwa C5M2 z jednostki bazującej w Sóc Trăng. Pomiędzy 6:25 a 8:00 z lotnisk wystartowało 85 samolotów (jeden zawrócił wkrótce z powodu problemów technicznych), z których 51 było uzbrojonych w torpedy, zaś 34 pozostałe w bomby burzące o wagomiarach 250 i 500 kg (według niektórych, zwłaszcza starszych źródeł formacja japońska składała się z 27 bombowców i 61 samolotów torpedowych lub 34 bombowców i 52 samolotów torpedowych).
Po dotarciu w pobliże Kuantanu admirał Philips rozkazał katapultować jedną z rozpoznawczych amfibii Supermarine Walrus, której załoga miała wykonać lot nad rejonem domniemanego desantu. Jej pilot, C. R. Bateson, wykonał zadanie, nie zauważając jakichkolwiek śladów aktywności przeciwnika, po czym zawrócił w kierunku własnych okrętów i nadał raport o sytuacji przy pomocy sygnałów aldisa. Aby nie tracić czasu na wodowanie i podnoszenie maszyny na pokład, odleciał później do Singapuru. Podobnie wysłany na rozpoznanie niszczyciel „Express” potwierdził, że informacje o lądowaniu Japończyków pod Kuantanem były fałszywe. Jak wyjaśniono później, był to błędny raport, wywołany ostrzelaniem przez stacjonujących tam żołnierzy brytyjskich i hinduskich pustych łodzi, dryfujących wzdłuż wybrzeża, spotęgowany dodatkowo wykryciem przez rozpoznanie lotnicze jednostek, wyglądających jak transportowiec wojska holujący barki desantowe (w rzeczywistości był to japoński trawler rybacki „Shofu Maru” z kilkoma łodziami połowowymi).
Przed 10.00 jeden z japońskich samolotów rozpoznawczych wykrył w morzu powracający do Singapuru „Tenedos”, który wkrótce został zaatakowany przez dziewięć bombowców z „Genzan” Kokutai. Żadna ze zrzuconych bomb nie sięgnęła manewrującego celu, zaś dowódca okrętu nadał komunikat radiowy o ataku lotniczym, który został odebrany na jednostkach Zespołu Z, ale nie dotarł do Singapuru. W tym samym czasie inny z samolotów rozpoznawczych, pilotowany przez Masane Hoashiego natknął się na oba ciężkie okręty brytyjskie i ich eskortę i natychmiast zaczął nadawanie sygnałów, mających naprowadzić samoloty bombowo-torpedowe w jego kierunku.

## Bitwa

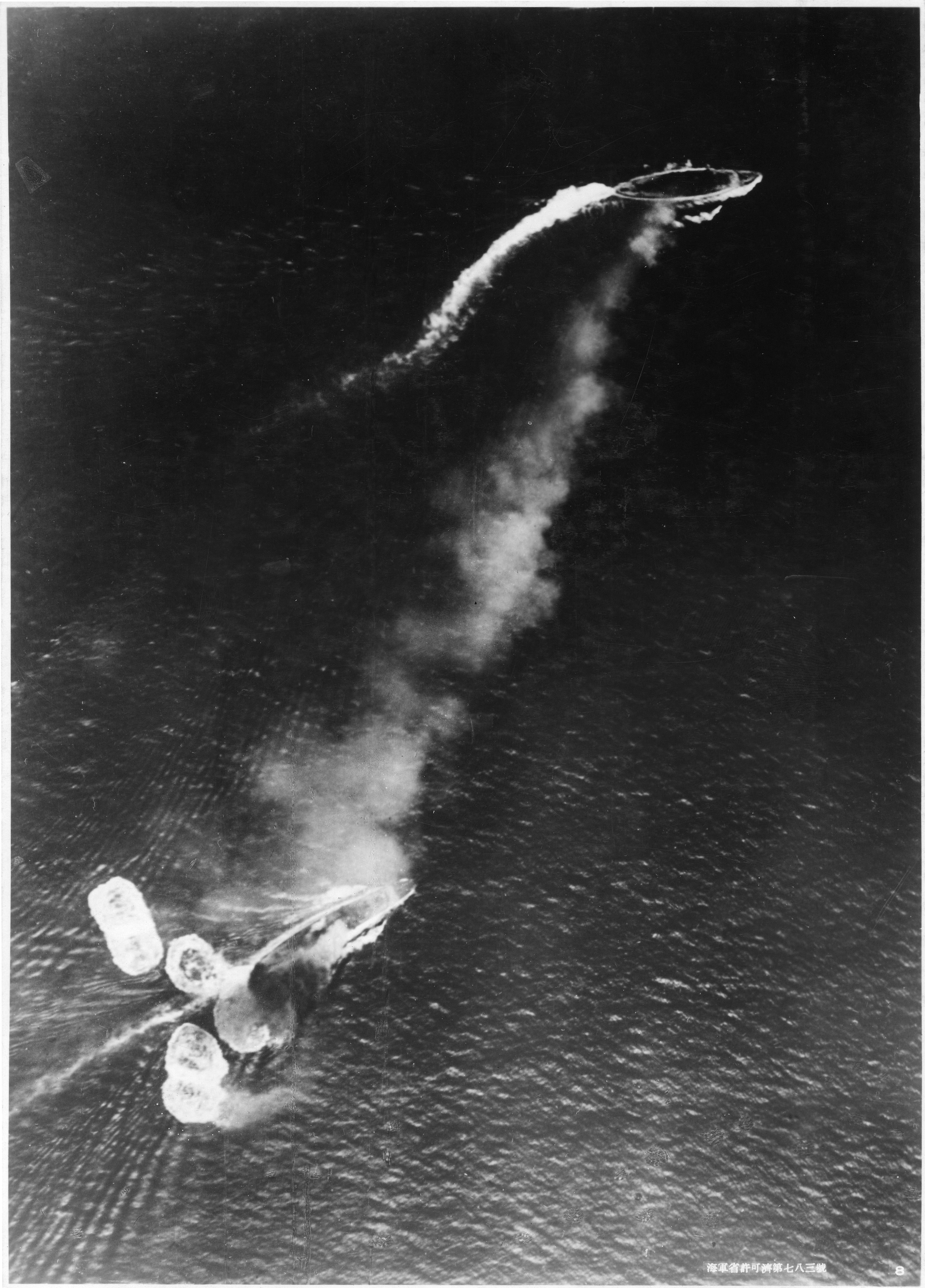
Trafiony bombą „Repulse” (u dołu) oraz „Prince of Wales” widziane z japońskiego samolotu w początkowej fazie bitwy

Pierwsze bombowce japońskie pojawiły się nad brytyjskimi okrętami około 11:00. Pomimo oczywistego faktu wykrycia i zaatakowania jego zespołu, admirał Philips nie przerwał ciszy radiowej, aby zażądać osłony myśliwskiej. Gdy nadlatujące samoloty znalazły się w zasięgu własnej ciężkiej artylerii przeciwlotniczej, nakazał otwarcie ognia i jednocześnie rozpoczęcie zwrotu o 30° na prawą burtę, a następnie drugiego, o 50° w lewo. Manewr ten skutecznie uniemożliwił artylerzystom odkładanie poprawek, co sprawiło, że brytyjski ogień w pierwszej fazie starcia był nieskuteczny.
W pierwszej fali atakowało dziewięć samolotów G3M2 z „Mihoro” Kokutai, uzbrojonych w dwie bomby po 250 kg każda. Skupiły się one na „Repulse”, nadlatując od dziobu i zwalniając po jednej bombie. Uzyskały jedno bezpośrednie trafienie, w pokład katapultowy na śródokręciu, za drugim kominem. Bomba, po przebiciu pokładu eksplodowała w mesie załogi, wywołując niegroźny dla sprawności bojowej okrętu pożar. Co najmniej jeden z marynarzy zginął, kilku lub kilkunastu innych odniosło rany. Od wybuchu zapalił się również podwieszony na dźwigu Walrus, zrzucony potem do morza przez jego załogę. Artylerzyści „Repulse” uszkodzili pięć spośród atakujących samolotów, z czego dwa poważnie, wyłączając je z dalszych działań. Od tej pory admirał Philips zrezygnował z manewrów zespołowych, dając każdemu z dowódców wolną rękę przy odpieraniu nalotów.
Niedługo potem okręty stały się celem drugiego ataku, wykonanego przez 17 samolotów torpedowych G3M2 z „Genzan” Kokutai. Dziewięć samolotów zaatakowało „Prince of Wales”. Jeden zestrzelono, lecz tuż przed 11:45 torpeda trafiła w lewą burtę na rufie, a jej eksplozja zniszczyła lewoburtowy zewnętrzny wał napędowy. Ten, wciąż obracając się, rozerwał blachy poszycia i grodzie wodoszczelne. Do wnętrza kadłuba napłynęło około 2400 ton wody, powodując znaczne przegłębienie na rufę i lewą burtę. Zniszczone lub uszkodzone zostały generatory elektryczne, co pozbawiło zasilania część stanowisk artylerii przeciwlotniczej, maszynę sterową i instalacje awaryjne. Okręt stracił możliwość manewru, prędkość maksymalna spadła do około 15 węzłów. Według raportów bitewnych w tym ataku pancernik trafiły, na wysokości rufowych wież artylerii przeciwlotniczej, jeszcze dwie torpedy, ale płetwonurkowie badający wrak w 2007 roku nie odnaleźli śladów eksplozji w tych miejscach (być może eksplodowały przed uderzeniem w burtę). O 12:10 na maszt „Prince of Wales” wciągnięto flagę kodu sygnałowego oznaczającą brak kontroli nad jednostką.
Pozostałe samoloty zaatakowały „Repulse”, jednak wszystkie zrzucone torpedy zostały wymanewrowane przez dowodzącego okrętem komandora Tennanta. Kolejne dwa ataki na krążownik liniowy: bombowy, wykonany przez samoloty pierwszej fali, zrzucające pozostałe bomby 250 kg oraz torpedowy, ośmiu samolotów z „Mihoro” Kokutai, również nie przyniosły efektów. O 11:58 komandor Tennant, zorientowawszy się, że admirał Philips wciąż nie powiadomił Singapuru o ataku, uczynił to na własną rękę, uznając dalsze utrzymywanie ciszy radiowej za bezcelowe. Sygnał został odebrany i odszyfrowany, a o 12.20 z lotniska Kallang wystartowały pierwsze dwa myśliwce Brewster Buffalo, wkrótce zaś następnych dziesięć. „Repulse” zbliżył się do „Prince of Wales” na odległość czterech kabli, aby dać mu wsparcie swej artylerii przeciwlotniczej.

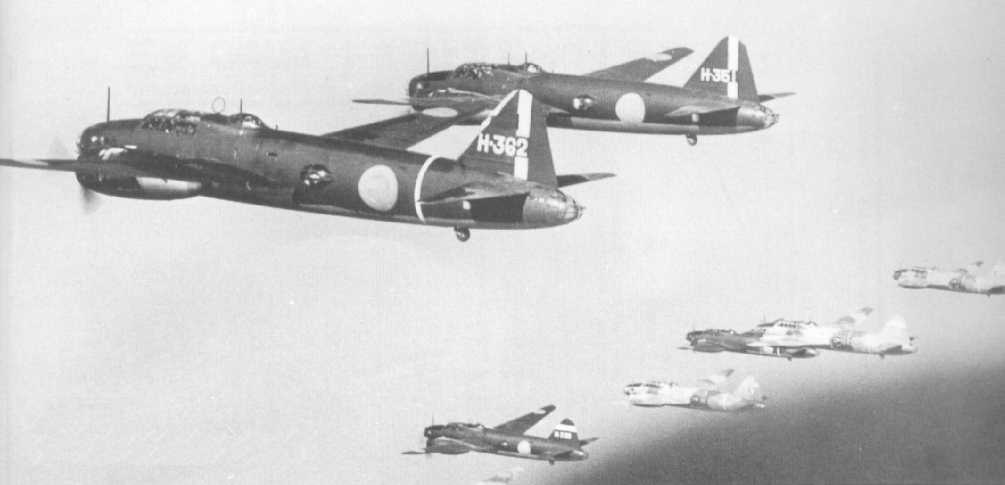
Samoloty G4M „Betty”

W tym samym czasie nad brytyjskie okręty nadleciało 26 bombowców G4M1 z „Kanoya” Kokutai, które na ostatnim etapie lotu podążały za rozpoznawczym Walrusem z „Repulse”, w ten sposób odnajdując cel. Jedna z eskadr (sześć maszyn) zaatakowała „Prince of Wales”. Trzy (zgodnie z wynikami oględzin wykonanych przez nurków – według wcześniejszych relacji trafić miały cztery torpedy) z sześciu torped trafiło w prawą burtę: pierwsza w dziobnicę, powodując nieznaczne uszkodzenia tej części okrętu; druga w rejonie wieży B artylerii głównej, poniżej pasa pancernego; trzecia w rufę, na wysokości zewnętrznej śruby napędowej. Do wnętrza kadłuba wlało się kolejne 18 000 ton wody, a prędkość maksymalna spadła do 8 węzłów.
11 samolotów zaatakowało „Repulse” nadlatując z dwóch kierunków. W efekcie, pomimo sprawnego manewrowania, jedna z torped trafiła w bąbel przeciwtorpedowy na lewej burcie, powodując nieznaczne uszkodzenia. Kolejny nalot, dziewięciu samolotów torpedowych atakujących synchronicznie z dwóch stron, był bardziej skuteczny. W krążownik liniowy trafiły cztery następne torpedy: trzy w lewą i jedna w prawą burtę (wyprawa badawcza z 2007 roku stwierdziła podczas nurkowań do wraku „Repulse” istnienie dwóch otworów po uderzeniach torped: jednego na prawej i jednego na lewej burcie, dostęp do miejsca uderzenia dwóch kolejnych torped był niemożliwy, nie znaleziono natomiast śladów eksplozji piątej torpedy). Wlewająca się do kadłuba woda spowodowała znaczny przechył na lewą burtę, zaś unieruchomiony ster nie dawał żadnych możliwości manewru. Widząc beznadziejną sytuację swojego okrętu, komandor Tennant wydał rozkaz ewakuacji załogi. Sam zamierzał zginąć wraz z „Repulse”, ale został przez własnych oficerów siłą zmuszony do skoku do wody. Około 12:35 „Repulse” przewrócił się przez lewą burtę i zatonął rufą naprzód na pozycji 3°37′18″N, 104°20′36″E. Zginęło 513 z 1309 członków załogi, pozostali zostali uratowani przez niszczyciele „Electra” i „Vampire”.

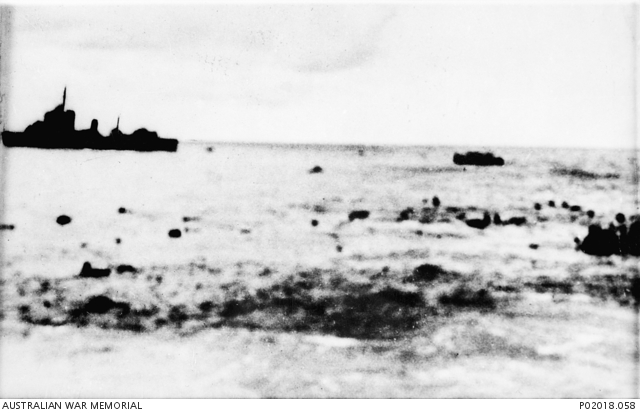
Brytyjscy rozbitkowie oraz jeden z ratujących ich niszczycieli

O 12:33, w ostatnim ataku samolotów bombowych z „Mihoro” Kokutai jedna z bomb trafiła w śródokręcie „Prince of Wales”, przebiła pokład katapultowy i eksplodowała w sali kinowej, zamienionej na czas bitwy na punkt pierwszej pomocy. W wyniku wybuchu zginęła większość ze znajdujących się tam ponad 200 marynarzy. Załoga rozpoczęła przygotowania do opuszczenia okrętu. O godzinie 13:15 także dowódca „Prince of Wales” wydał rozkaz opuszczenia okrętu, który osiem minut później przewrócił się do góry stępką i zatonął na pozycji 3°34′12″N, 104°27′48″E, około ośmiu mil morskich od „Repulse”. Zginęło 327 z 1612 osób załogi, razem z admirałem Philipsem i dowódcą okrętu komandorem Leachem, którzy z własnej woli pozostali na mostku okrętu. Wielu uratowanych zawdzięcza życie dowódcy niszczyciela „Express”, komandorowi F. J. Cartwrightowi, który z narażeniem własnego okrętu podszedł do burty tonącego pancernika i pozostał tam tak długo, jak to było możliwe, umożliwiając marynarzom bezpieczne przejście na pokład. Ocalono również pokładowego kota-maskotkę imieniem Blackie. Krążące jeszcze nad okrętami japońskie samoloty nie próbowały przeszkadzać w akcji ratowniczej.
Tuż przed zatonięciem „Prince of Wales” nad akwenem bitwy pojawiły się pierwsze dwa myśliwce Buffalo, prowadzone przez kapitana Tima Vigorsa z 453. dywizjonu RAAF, a wkrótce potem kolejnych dziewięć (według innego źródła dziesięć) maszyn. Napotkały jedynie samolot rozpoznawczy Masane Hoashiego, który pozostawał w rejonie starcia (przy okazji zrzucił dwie małe bomby na ewakuowane lotnisko wojskowe w pobliżu Kuantanu) i dopiero wówczas, jako ostatni, odleciał w kierunku Sajgonu. Jeden z pilotów, sierżant Wareham z 4 PRU (Photo Recoinessance Unit), wykonał kamerą pokładową serię zdjęć, dokumentujących klęskę. Od momentu rozpoczęcia japońskiego ataku do zatonięcia „Prince of Wales” upłynęło około dwóch godzin. Na obu zatopionych okrętach zginęło 840 oficerów i marynarzy, wielu innych odniosło rany. Japończycy stracili cztery samoloty z atakującej formacji (trzy zestrzelone, czwarty rozbił się przy lądowaniu) i 18 członków ich załóg, nie mniej niż 24 dalsze maszyny zostały uszkodzone.
18 grudnia nad akwenem bitwy przeleciał pojedynczy G4M1, pilotowany przez dowódcę eskadry z „Kanoya” Kokutai, porucznika (Daii) Haruki Iki, który zrzucił do wody dwa bukiety kwiatów, w hołdzie dla poległych: swoich kolegów z 22. Flotylli oraz załóg obu okrętów.

## Skutki

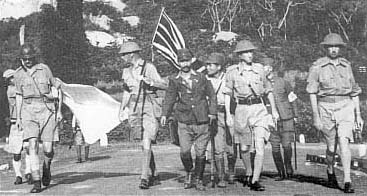
Obrońcy Singapuru w drodze na rozmowy kapitulacyjne

Bitwa pod Kuantanem była zdecydowanym zwycięstwem Japończyków, rezultatem błyskotliwego ataku samolotów torpedowych pilotowanych przez doskonale wyszkolone załogi w warunkach braku osłony myśliwskiej u przeciwnika. Była także świadectwem niedoceniania przez Brytyjczyków zagrożenia okrętów ze strony lotnictwa, a lotnictwa japońskiego w szczególności. W wymiarze operacyjnym usunęła zagrożenie ze strony Royal Navy dla operacji desantowych na terytorium Syjamu i Malajów. Przy bezwzględnym japońskim panowaniu w powietrzu oznaczało to swobodę w operowaniu u wybrzeży oraz komunikacji desantowanych wojsk z własnym zapleczem i pozwoliło na skuteczne opanowanie Malajów, a w konsekwencji także zdobycie Singapuru.
Wraz z wiadomością o kolejnym po pogromie pancerników w Pearl Harbor zwycięstwie, wzrósł w świecie prestiż japońskiego lotnictwa i marynarki. Dla Royal Navy była to kolejna z klęsk poniesionych w 1941 roku i oznaczała utratę pierwszorzędnego znaczenia brytyjskiej marynarki na wodach Azji i Pacyfiku. Od tamtej pory dominującą siłą aliantów na tym obszarze stała się US Navy, zaś Brytyjczycy odgrywali w działaniach wojny na Pacyfiku jedynie rolę pomocniczą.
Japońskie zwycięstwo wpłynęło również na postrzeganie i rozwój morskiego lotnictwa bombardującego i torpedowego. Zatopienie dwóch, w pełni sprawnych i manewrujących na morzu dużych jednostek, było pierwszym tego typu zdarzeniem w historii wojen morskich. Wcześniejsze sukcesy lotnictwa morskiego (Tarent i Pearl Harbor) dotyczyły okrętów kotwiczących w bazach i pozbawionych możliwości manewru. Bitwa pod Kuantanem udowodniła, że bez osłony myśliwców duże okręty artyleryjskie nie są w stanie same obronić się przed skoordynowanym atakiem z powietrza, co spowodowało gwałtowny wzrost znaczenia obecności lotniskowców w zespołach floty i oznajmiało symboliczny kres ery pancerników.